# Avenida María Victoria Moreno
La Avenida María Victoria Moreno es una avenida transversal de la ciudad española de Pontevedra ubicada en la zona sur del casco urbano.

## Origen del nombre
La avenida está dedicada a la escritora y profesora de gallego María Victoria Moreno (1939-2005), que vivió en Pontevedra la mayor parte de su vida, de 1963 a 2005.

## Historia
La actual avenida María Victoria Moreno tiene su origen en los años 1930, cuando el alcalde Bibiano Fernández Osorio y Tafall impulsó la expansión de la ciudad hacia Campolongo. Este desarrollo fue posible gracias a sus gestiones para avanzar en la construcción del nuevo cuartel de Artillería en la ciudad, que ocupaba el terreno donde hoy se encuentra la Ciudad Administrativa de Pontevedra.
En 1932, los medios de comunicación comenzaron a destacar la importancia de la que se denominó como futura avenida de Campolongo, concebida como un enlace estratégico entre la carretera N-550 y la carretera de Marín (actual PO-546). Su construcción no solo buscaba facilitar la comunicación con el nuevo acuartelamiento, sino también descongestionar el tráfico del centro urbano y propiciar la urbanización de Campolongo. El proyecto fue presentado oficialmente por el alcalde el 31 de diciembre de ese mismo año, trazando un recorrido que partía desde la N-550 en el sur de la ciudad, atravesaba el solar del cuartel y bordeaba el antiguo pazo de los marqueses de Leis hasta llegar al cruce de Mollavao y el nuevo vial de bajada hacia el puerto y la ría de Pontevedra, que estaba en fase de ejecución (actual calle Manuel del Palacio).
A principios de 1933, un croquis de la avenida fue expuesto en el escaparate del local El Globo en la calle de la Oliva, permitiendo a los vecinos conocer el diseño de esta obra, que se planificó con un kilómetro de longitud y 20 metros de anchura, incluyendo paseos arbolados a ambos lados. La construcción comenzó el 3 de abril de ese año con la explanación de los primeros 200 metros. Sin embargo, la ejecución empezó a ralentizarse en 1934 debido a cambios políticos y al posterior estallido de la Guerra civil española, lo que retrasó las obras durante años.

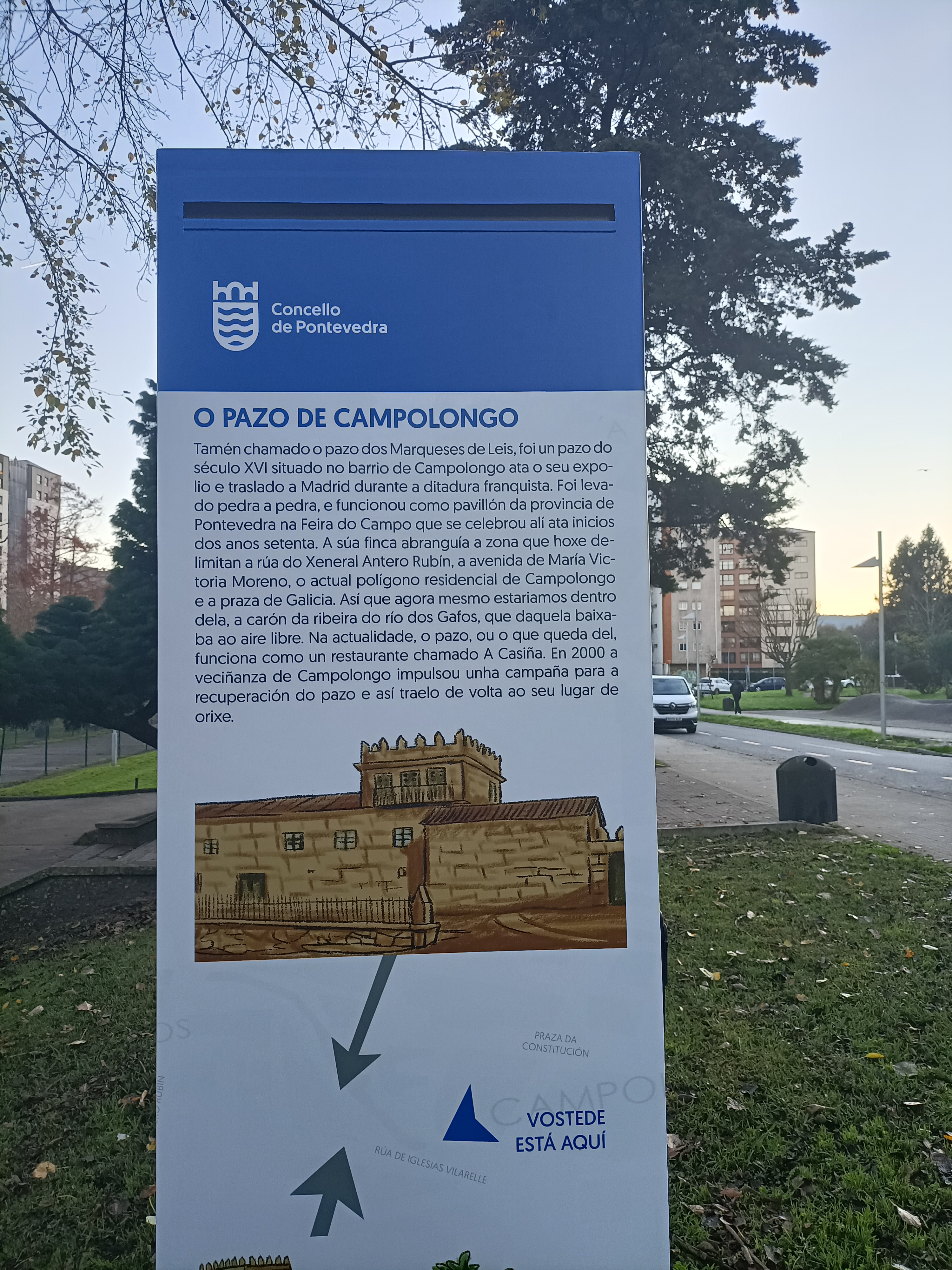
Pazo de los Marqueses de Leis, situado en la parte central de la avenida hasta mediados de los años 1960.

En 1945, se levantaron con sus fachadas laterales frente a la parte baja de la avenida los chalés para militares de la Marina, rodeados de jardines y delimitados por un muro perimetral de piedra. Posteriormente, el 18 de marzo de 1948, la avenida fue rebautizada como avenida Fernández Ladreda, en honor al entonces ministro de Obras Públicas, tras una propuesta del alcalde Calixto González Posada. Durante este período, se presentaron proyectos como la construcción de 100 viviendas protegidas y un conjunto residencial para barberos y peluqueros.
A principios de los años 1950, la avenida seguía siendo una zona periférica, carente de urbanización básica como aceras o alcantarillado. Sin embargo, pronto comenzaron a levantarse viviendas aisladas y pequeños edificios, destacando entre ellos una fábrica de calzado en la planta baja de la vivienda de Desiderio Bernabeu. En el tramo central de la avenida, la escasez de edificaciones se veía mitigada por la presencia del pazo de los marqueses de Leis, el nuevo cuartel de Artillería y las viviendas militares del Ministerio de Defensa. Estas últimas, diseñadas en agosto de 1947 por los arquitectos Juan Gordillo Nieto y Miguel Niubó Munté, consistían en dos bloques dispuestos en forma de peine, separados por un patio interior. Más abajo, se encontraba la residencia logística militar, completada en 1952.
La urbanización definitiva de la avenida no llegó hasta los años 1970, en paralelo al desarrollo del polígono de Campolongo. Durante esta época se levantaron varios de los edificios que conforman la avenida en la actualidad, un proceso que se prolongó a lo largo de la década de 1980. En 1993, se inauguró en el tramo central de la avenida la Residencia Pública de la Tercera Edad de la Junta de Galicia, y en 1996 se creó en sus inmediaciones el parque de la Seta tras la tala de un antiguo eucaliptal.
El siglo XXI marcó una transformación significativa. En 2005 se iniciaron las obras de la Ciudad Administrativa de Pontevedra, finalizadas en 2008. Ese mismo año se creó el parque de María Vinyals y se reurbanizó el tramo central de la avenida, dotado de cuatro carriles para el tráfico y flanqueado por dos rotondas ajardinadas. En 2010 se completó la construcción de la nueva Delegación Provincial de Hacienda, ubicada junto a la Ciudad Administrativa.
El 16 de marzo de 2018, con el objetivo de feminizar el callejero y desvincularlo de figuras relacionadas con el franquismo, la avenida fue rebautizada como avenida María Victoria Moreno, en homenaje a esta destacada escritora gallega.

## Descripción
La avenida María Victoria Moreno es una arteria transversal en el sur de la ciudad de cerca de un kilómetro de longitud y de trazado mayormente recto, aunque con algunas ligeras curvas. Es predominantemente llana en los tramos este y central, descendiendo en pediente más pronunciada en el tramo oeste hacia la ría de Pontevedra. La avenida conecta la avenida de Vigo y la avenida de la Estación en el sur de la ciudad con la ría de Pontevedra en su lado noroeste, confluyendo en ella diversas calles como Alfonso IX, Pintor Rafael Alonso, Fernando III el Santo, Abilleiras, Alcalde Hevia, Alfonso X el Sabio, Antonio Taboada Nieto, Espincelo, General Antero Rubín, plaza de Campolongo, Manuel Cuña Novás, Arzobispo Lago, Sebastián González García-Paz, Arzobispo Gelmírez, Manuel del Palacio y Rosalía de Castro.
Con una anchura variable entre 14 y 22 metros según el tramo, la avenida cuenta en su inicio con dos carriles de circulación, aceras amplias y plazas de aparcamiento en ambos lados. En este primer tramo este, destaca un balcón hacia el río Gafos, que discurre en un nivel inferior. El tramo central de la avenida cuenta con cuatro carriles y dos rotondas ajardinadas y bordea el río Gafos a la altura del parque de Campolongo. El parque de María Vinyals de 9.125 m² también se extiende a lo largo del tramo central de la avenida, delante de la Ciudad Administrativa Provincial. En su tramo final la avenida se reduce nuevamente a dos y tres carriles de circulación.
El arbolado ornamental de la avenida está compuesto principalmente por camelios, con 32 ejemplares a ambos lados de la vía. En el parque que rodea el río Gafos, se encuentran árboles como cedros del Himalaya, yucas gigantes y arces blancos, mientras que hacia la parte baja de la avenida se hallan seis plátanos de sombra.
La avenida María Victoria Moreno se ha consolidado como uno de los principales ejes viarios de la ciudad, sirviendo tanto a fines residenciales como comerciales. Entre sus edificaciones y servicios más destacados se encuentran la Ciudad Administrativa de Pontevedra, con su imponente edificio de la Junta de Galicia, de dos torres gemelas de diez pisos diseñado por el arquitecto Manuel Gallego Jorreto; la Delegación Provincial de Hacienda, obra del arquitecto Rafael Caballero Sánchez-Izquierdo; y la residencia pública de la tercera edad de Campolongo, también gestionada por la Junta de Galicia.

## Galería de imágenes

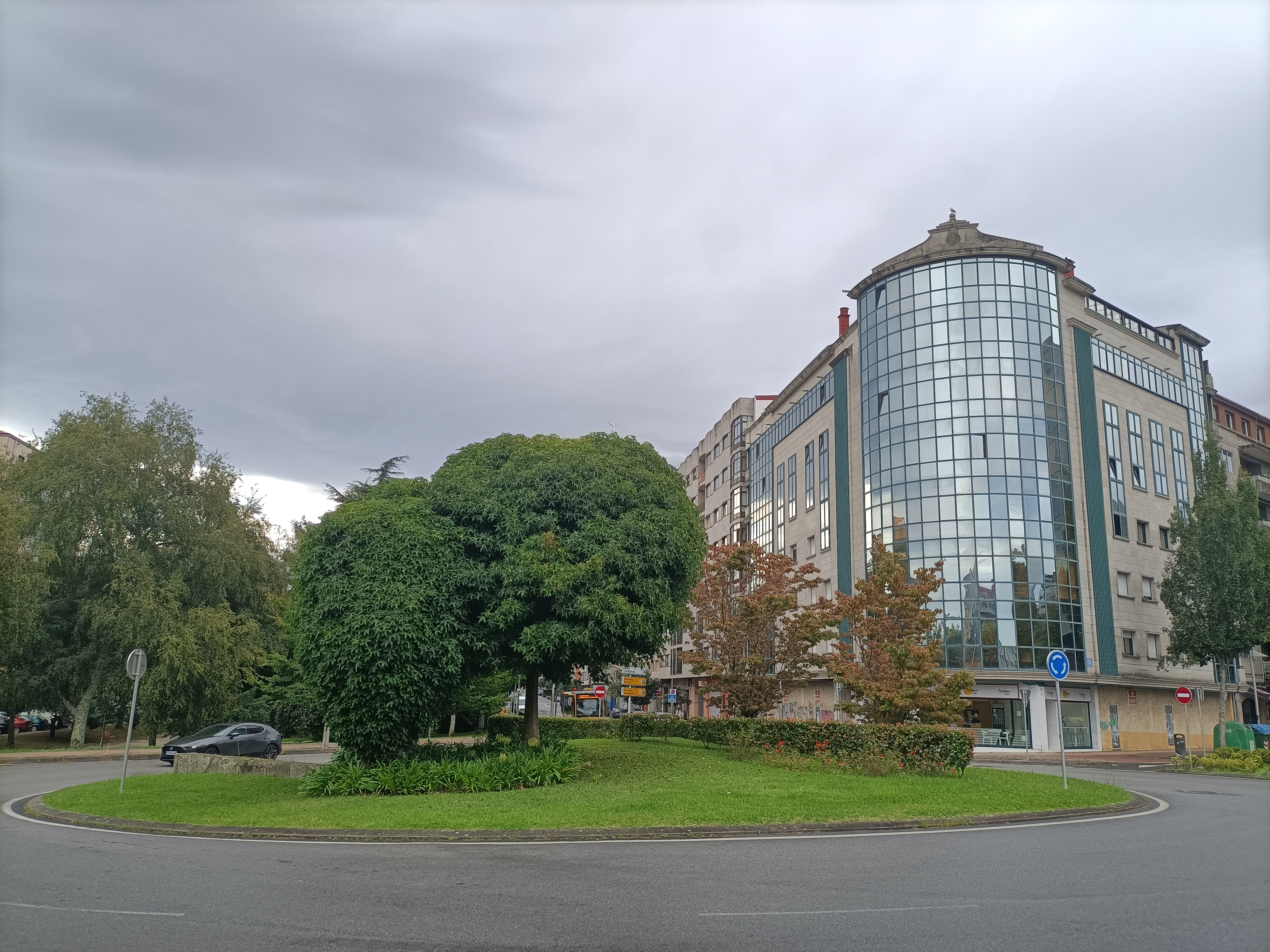
Rotonda en la avenida
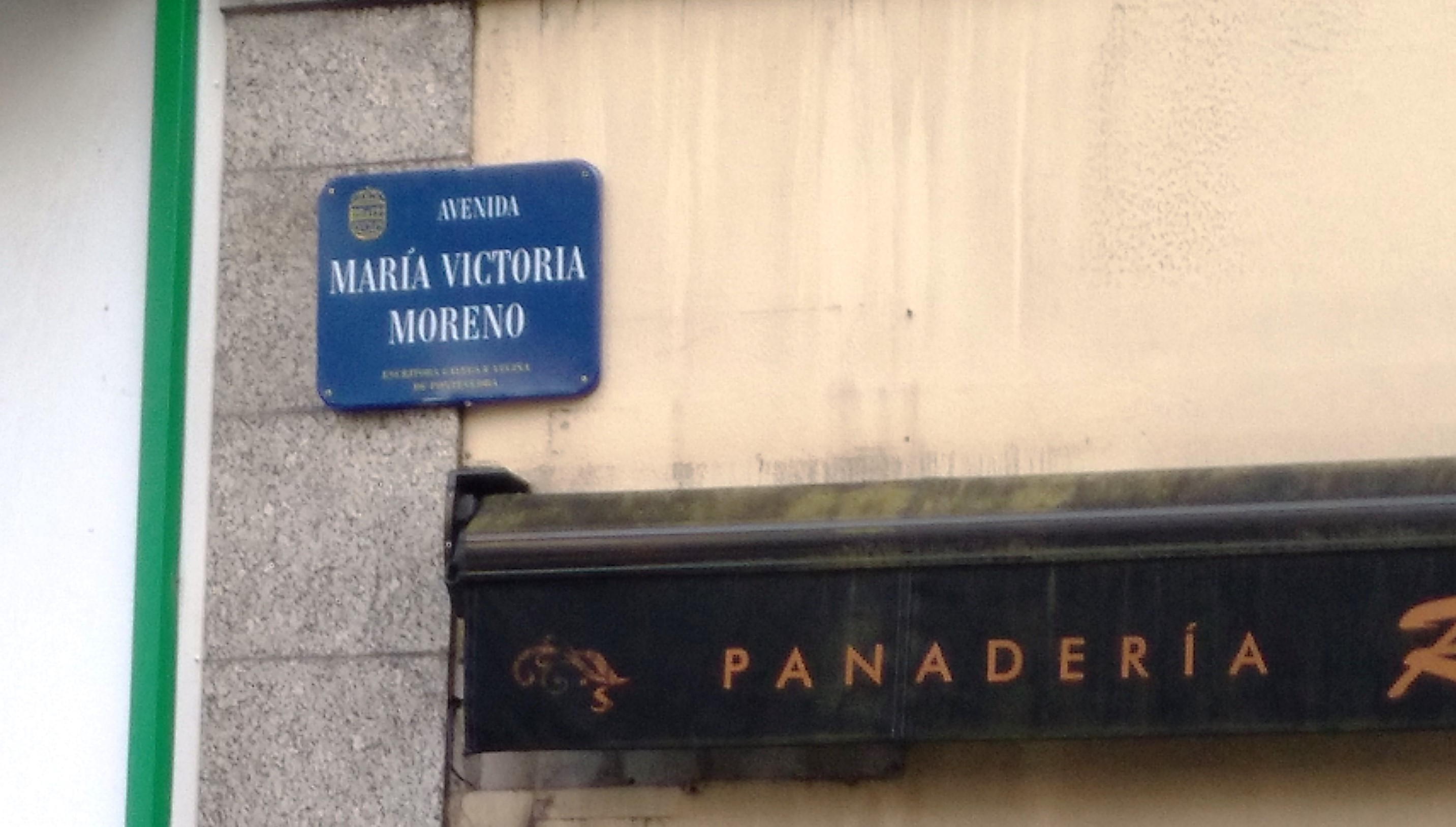
Placa con el nombre de la avenida
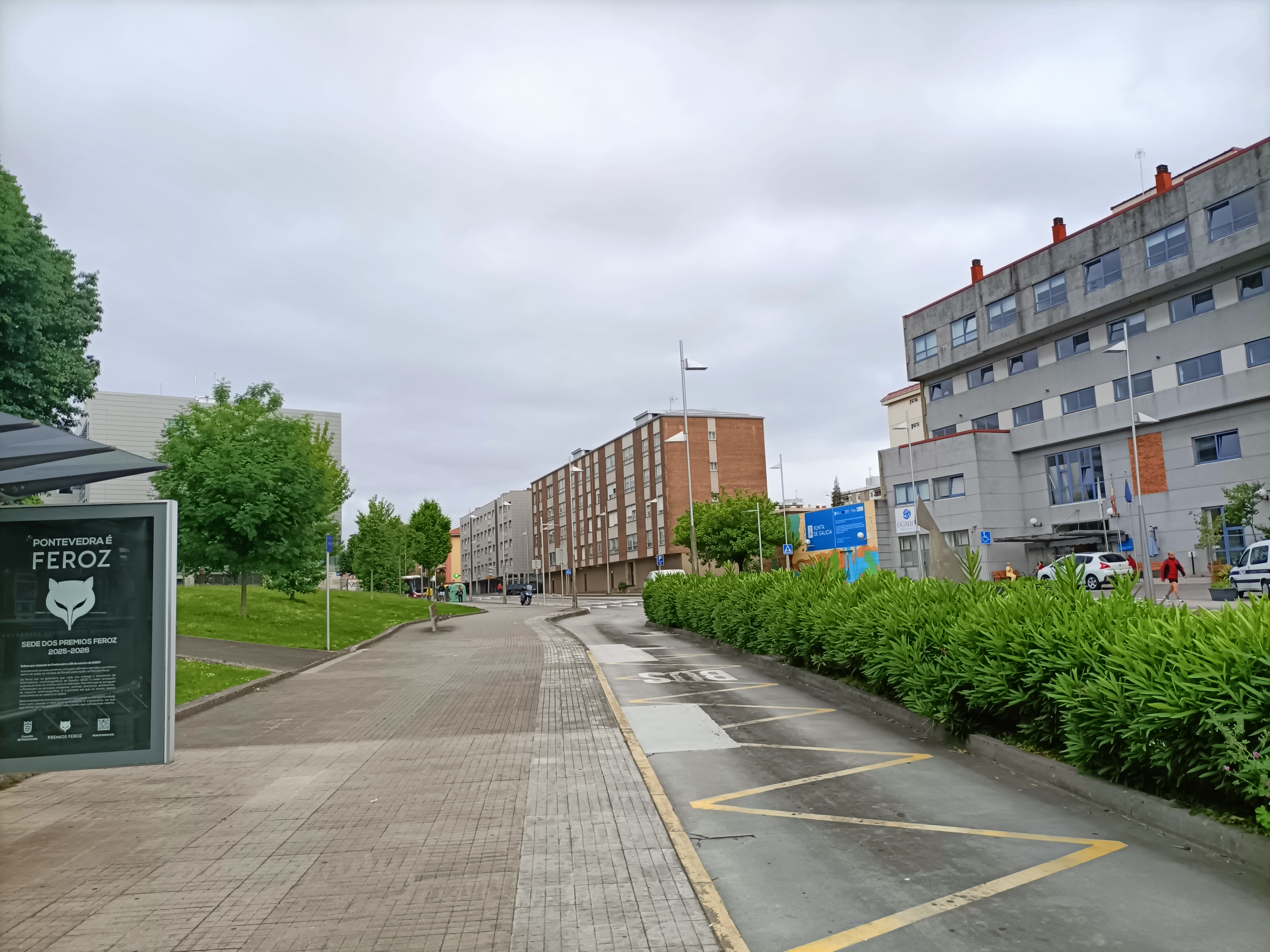
La avenida María Victoria Moreno en 2025
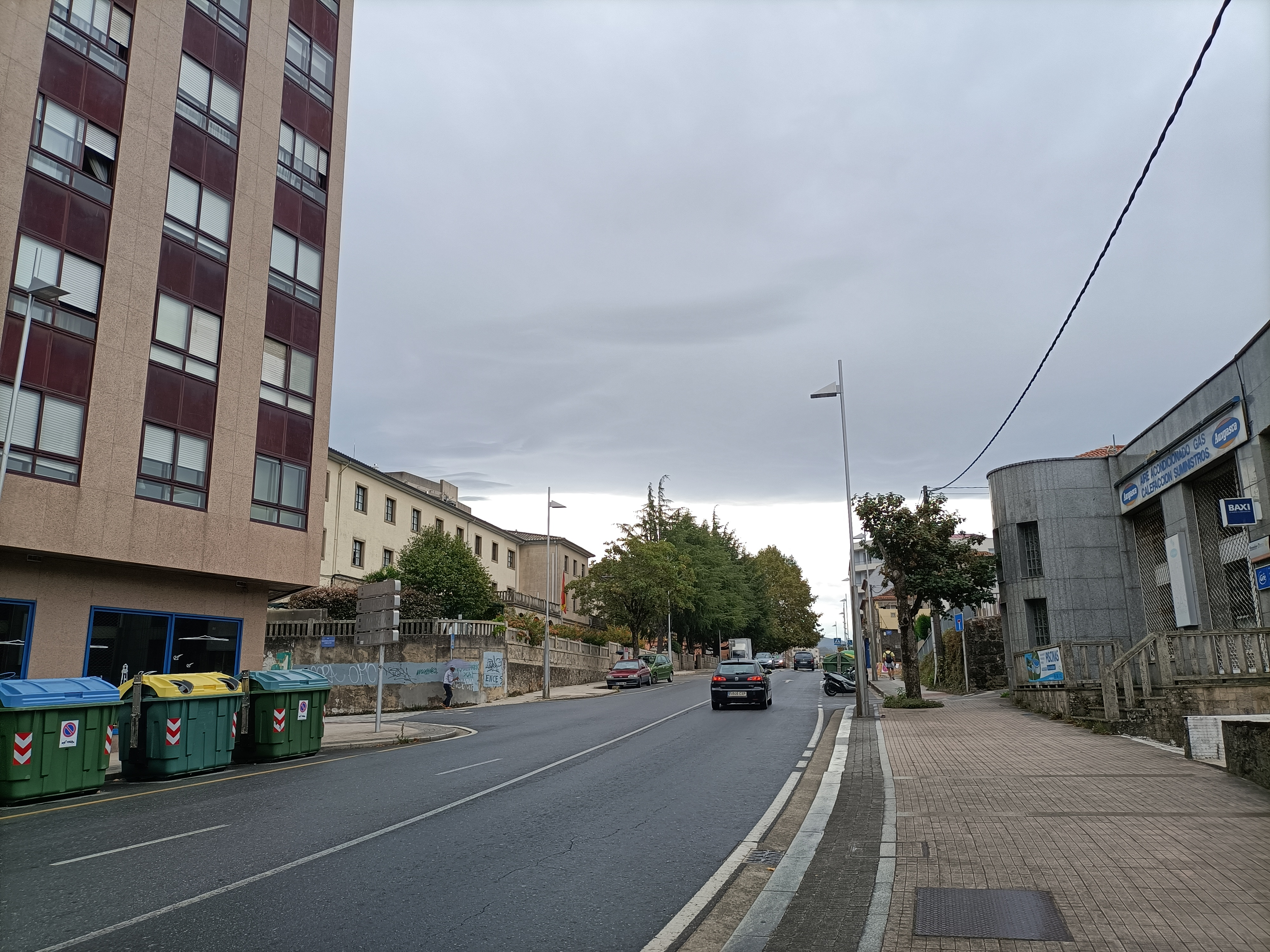
Tramo final
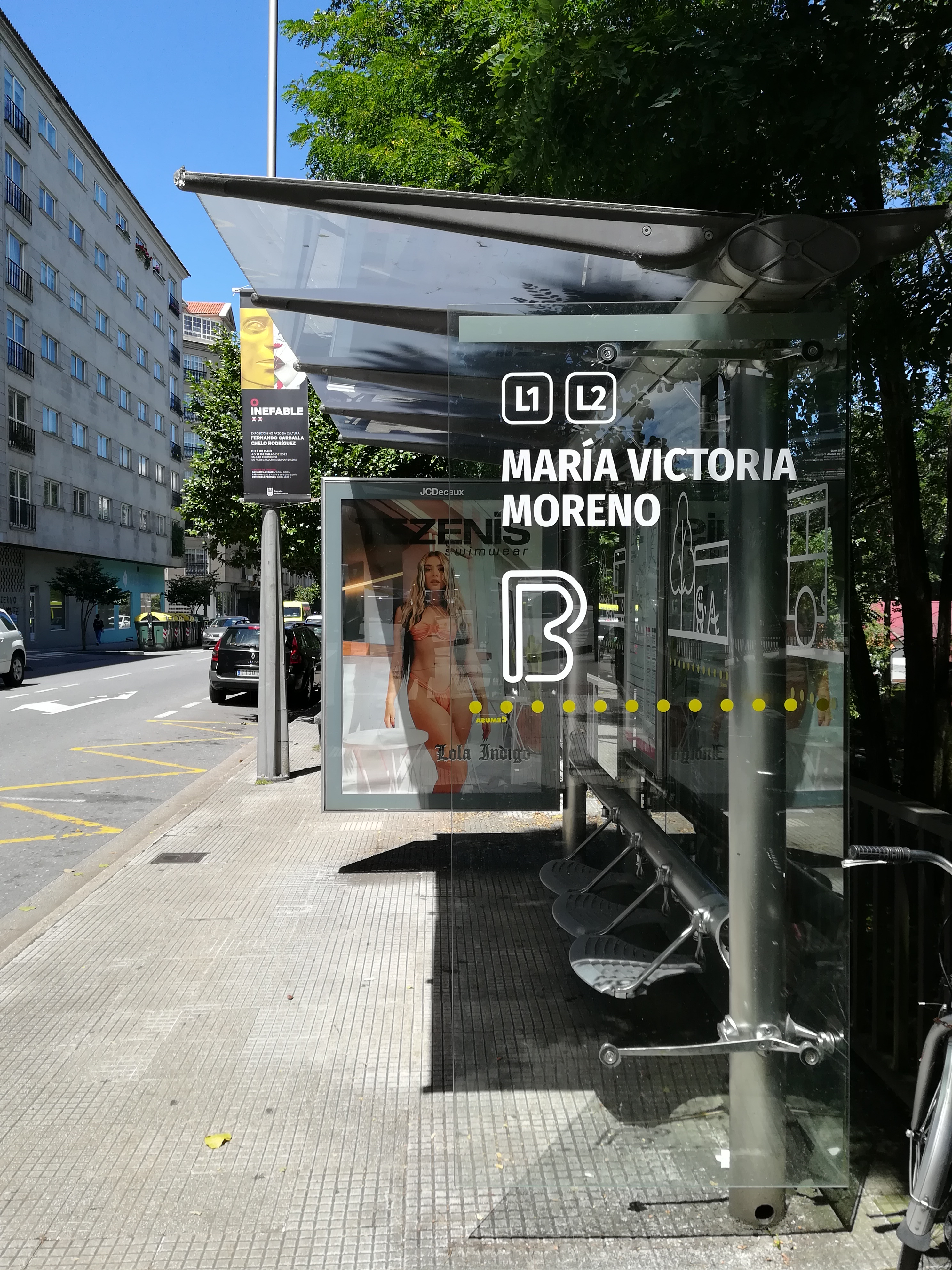
Marquesina de autobús
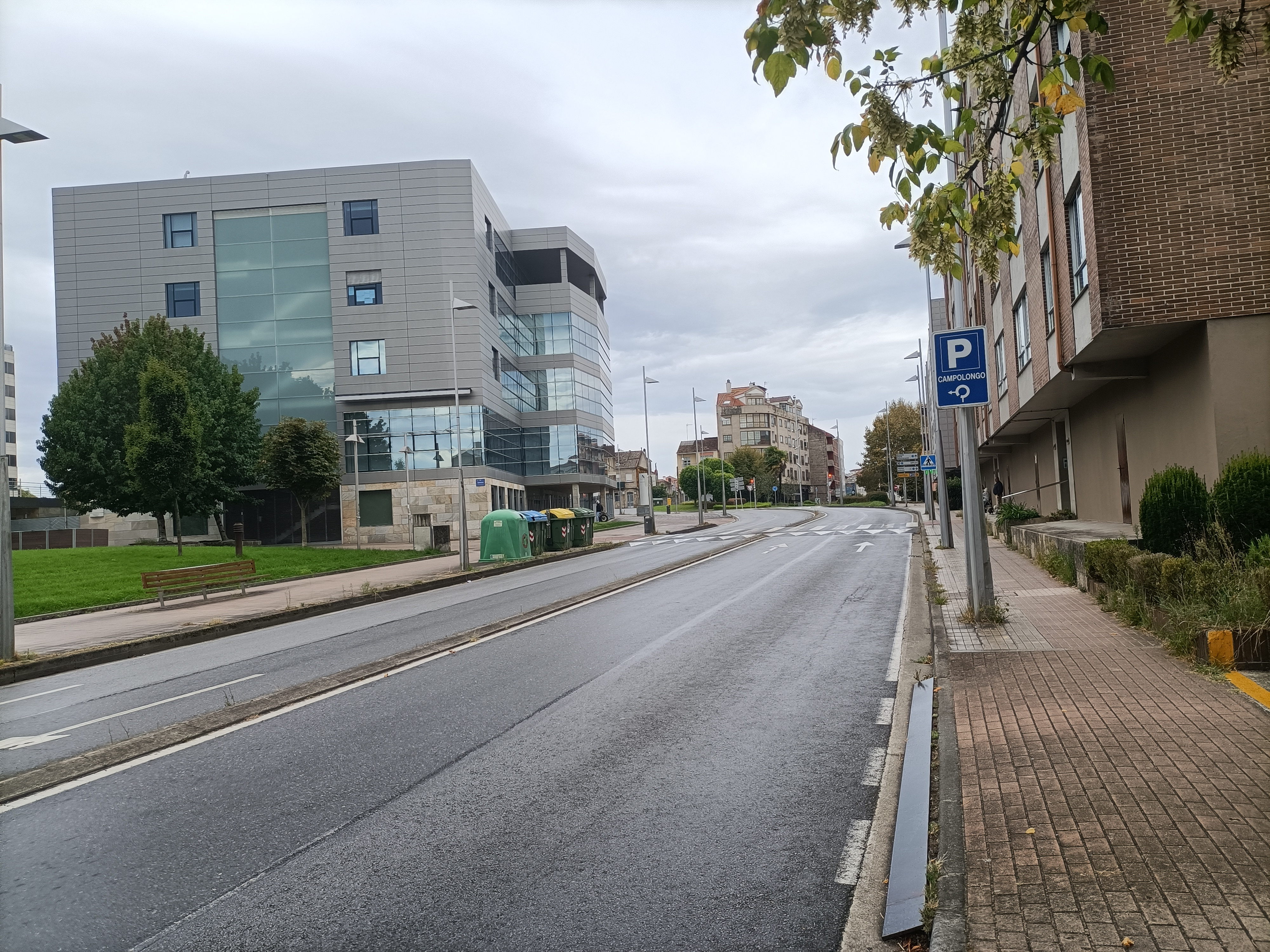
Delegación Provincial de Hacienda en el tramo central
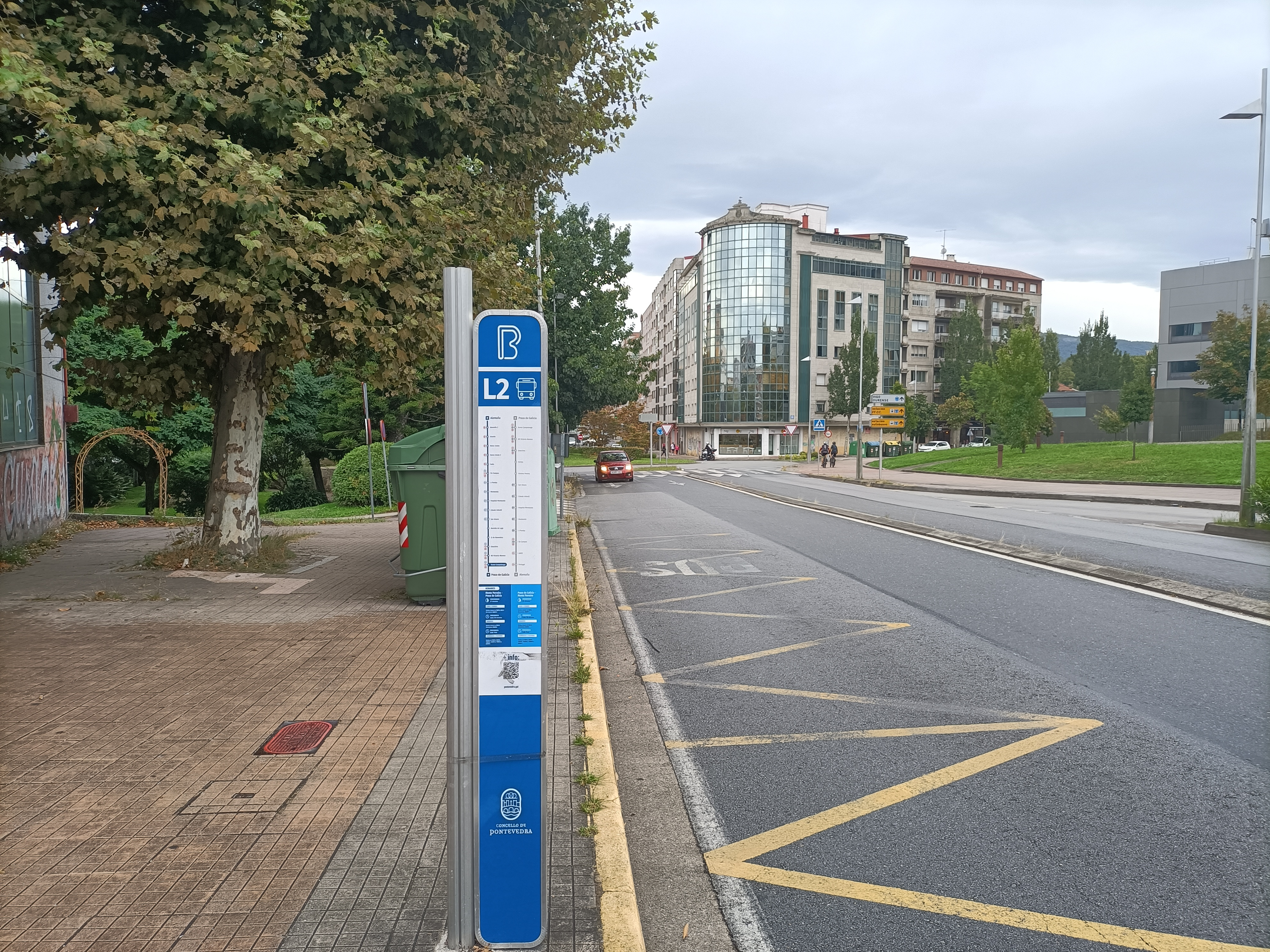
Parada de la línea 2 de autobuses urbanos
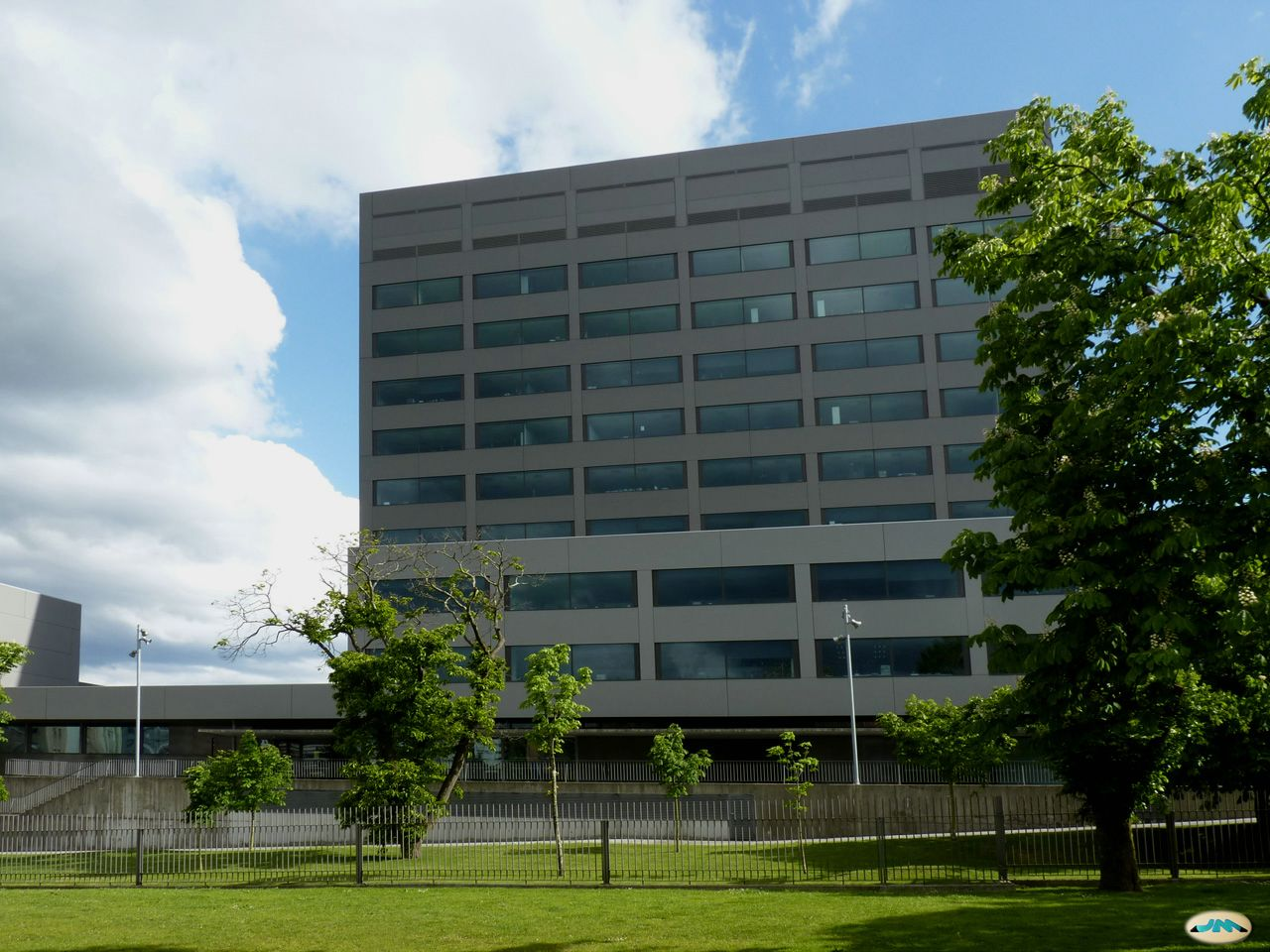
Parque de María Vinyals y Ciudad Administrativa
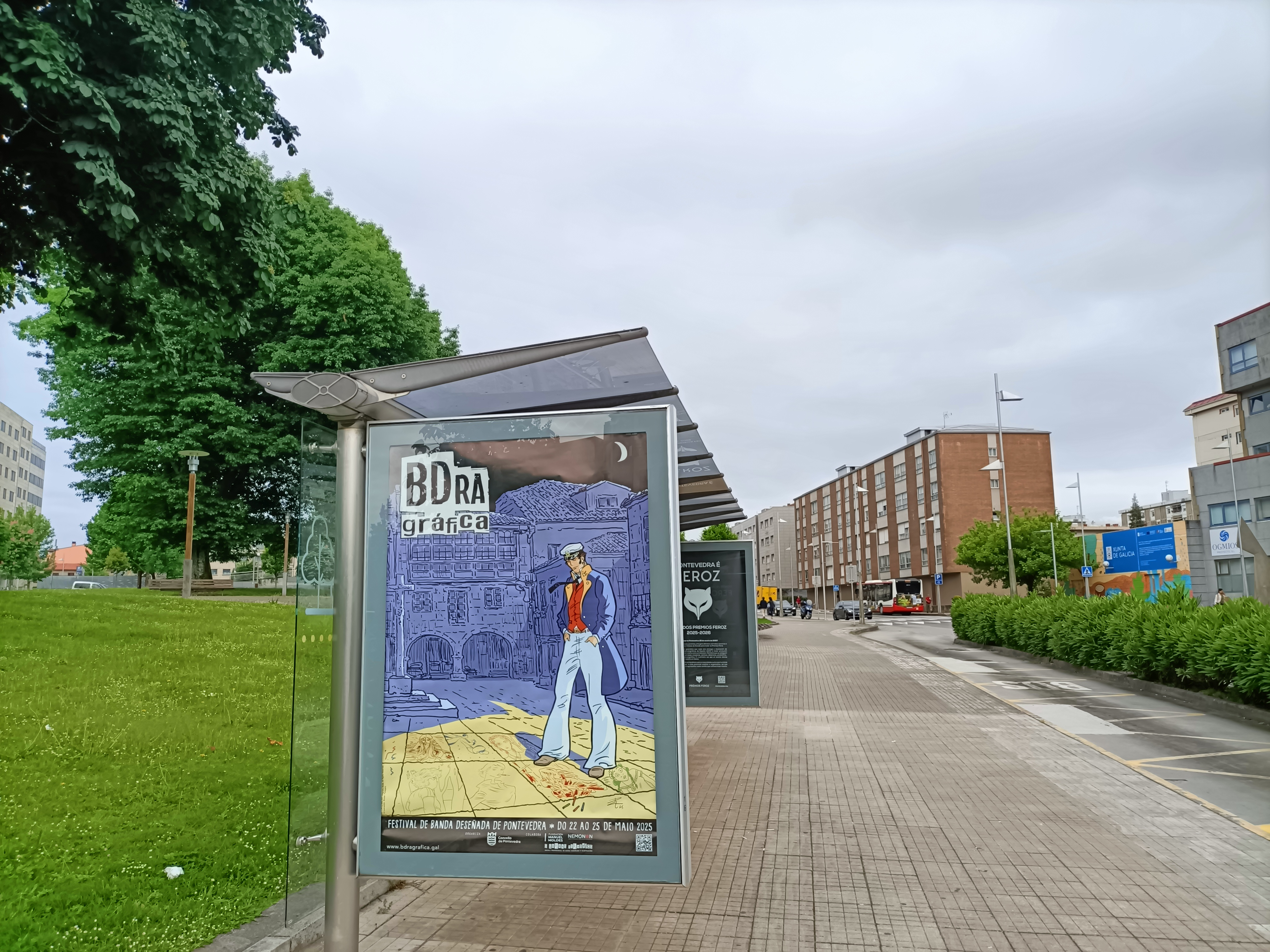
La avenida en 2025
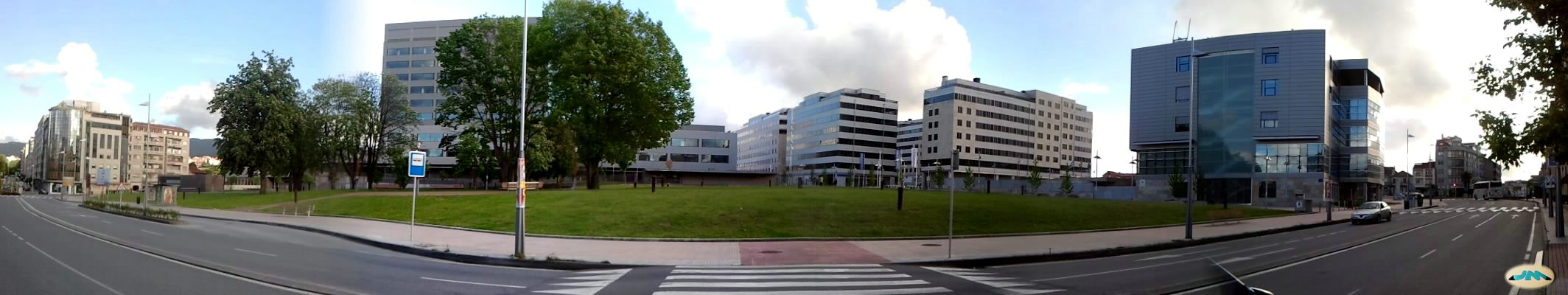
Panorámica de la avenida en su tramo central